# Borschemich (neu)
Borschemich (neu) (offizielle Schreibweise), teilweise aber auch Neu-Borschemich genannt, ist ein seit 2006 entstandener Stadtteil von Erkelenz, Kreis Heinsberg, in Nordrhein-Westfalen. Der Ort wurde auf Grund des Rückbaues des bisherigen Dorfes Borschemich in Zusammenhang mit dem Tagebau Garzweiler gebaut, im Frühjahr 2017 war der Abriss des Altorts abgeschlossen.

## Lage

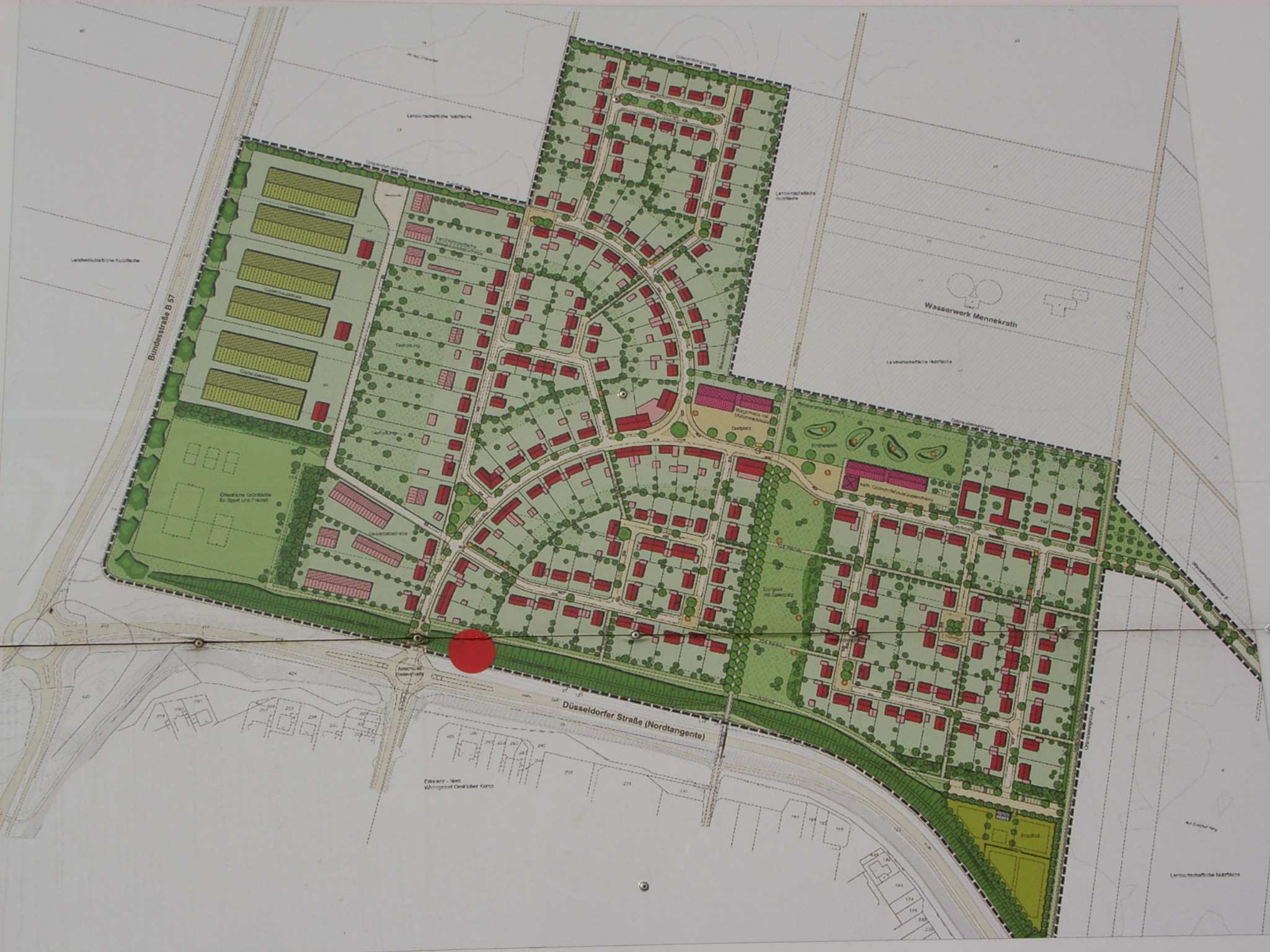
Baugebiet Borschemich (neu)

Im Norden grenzt Neu-Borschemich an die Umsiedlungsorte Keyenberg (neu), Unterwestrich (neu) und Kuckum (neu), im Nordosten an Mönchengladbach-Herrath, im Südosten an Mennekrath, im Süden an die Kernstadt Erkelenz und im Westen an Oerath. Im Nordosten befindet sich ebenfalls das Wasserwerk Mennekrath.

## Geschichte

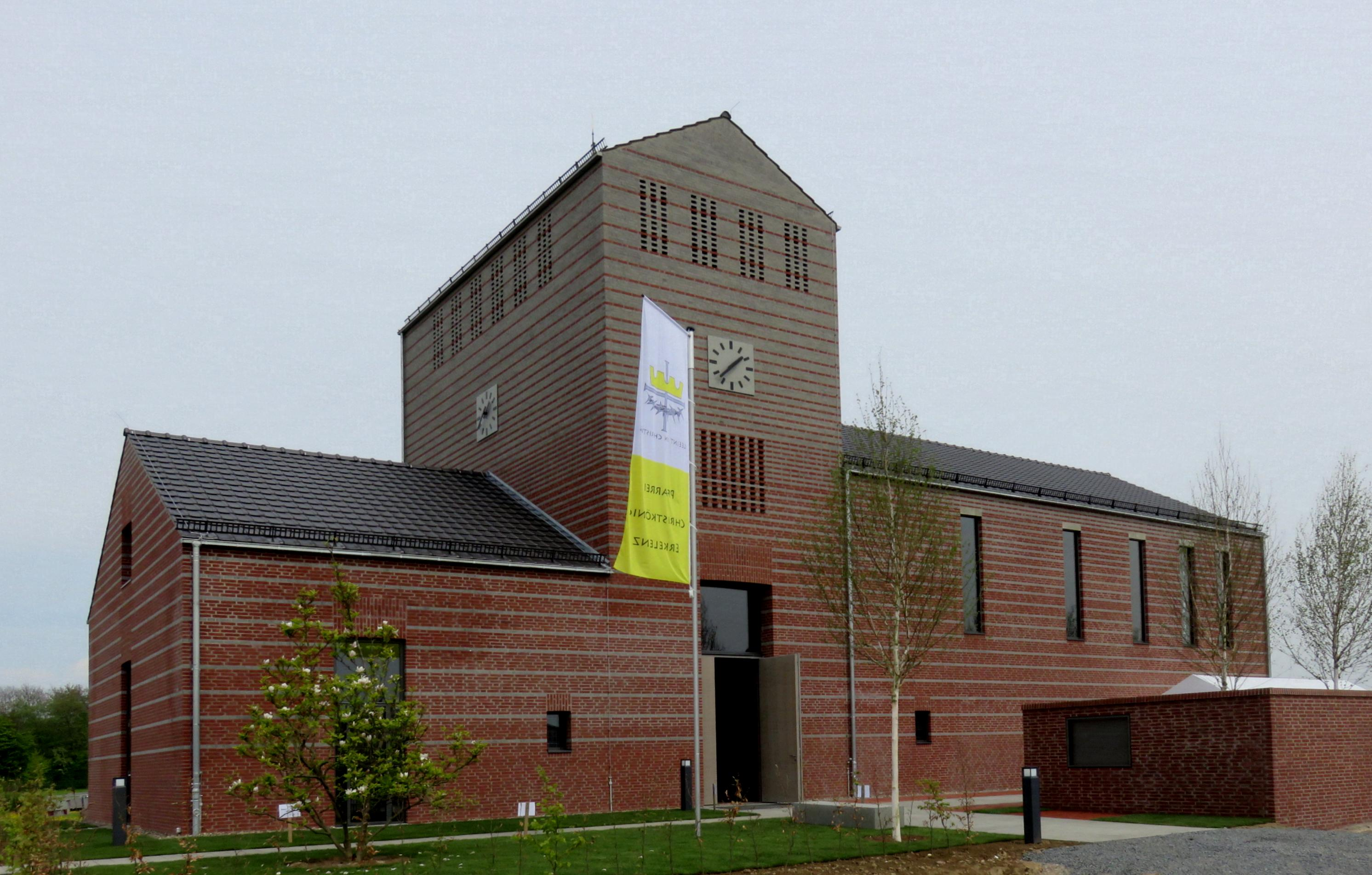
Martinus-Kapelle

### Ortsgeschichte
Seit 2006 wurde der bisherige etwa zehn Kilometer entfernte Ort Borschemich umgesiedelt. Der symbolische Beginn für die Umsiedlung war der erste Spatenstich am 17. März 2006 am neuen Ort. Hierdurch fiel der Startschuss für die Erschließung des etwa 34 Hektar großen Umsiedlungsstandortes Erkelenz-Nord für die Umsiedlung von Borschemich. Nach Schaffung der Infrastruktur (Erschließungsmaßnahmen, Versorgungsleitungen usw.) in den Jahren 2006 und 2007 hat als erster Bauherr die Familie Seiler-Thelen mit einem Neubau als erste Umsiedler nach Borschemich (neu) begonnen. Hier erfolgte am 8. Mai 2007 der symbolische erste Spatenstich. Die Namen der Straßen wurden von alten Dorf Borschemich übernommen; zur Unterscheidung sind diese mit einem „-neu-“ am Ende versehen, Beispiel: „St.-Martinus-Straße -neu-“. Den bestehenden Borschemicher Gärtnereibetrieben wurde eine Fläche entlang der B 57 zugewiesen.
Eine katholische Kirche wurde auf Wunsch des Bistums Aachen am neuen Ort nicht mehr erbaut, stattdessen „ein sakraler Raum“. Der Ort gehört seit dem 1. Januar 2009 zur benachbarten Erkelenzer Pfarre St. Lambertus als Kapellengemeinde St. Martinus Borschemich. Der erste Spatenstich der Martinus-Kapelle fand am 15. Dezember 2013 statt. Nach Baufortschritt erfolgte am 22. Juni 2014 das Richtfest und die Legung eines Grundsteines. Die Kapelle wurde 2015 fertiggestellt und am 3. Mai 2015 durch den Aachener Weihbischof Johannes Bündgens geweiht.
Auch der Friedhof von Borschemich wurde „umgesiedelt“, die bestehenden Gräber wurden ab November 2010 umgebettet. Die neue Friedhofsanlage ist mit Zugängen, Umzäunungen und einer Friedhofsmauer versehen. Von der weiteren Infrastruktur wurden der Bolzplatz, die öffentlichen Grünanlagen, Wege und Spielplatzbuchten offiziell eröffnet. Der Neubau einer Mehrzweckhalle mit Bürgerräumen wurde am 7. Januar 2012 eingeweiht und übergeben.

### Bevölkerungsentwicklung
Einwohnerzahlen der Ortschaft Borschemich-Neu (Einwohnerzahlenentwicklung durch die Umsiedlung)
| Jahr | Ew. |
| ---- | --- |
| 2007 | 06  |
| 2008 | 033 |
| 2009 | 081 |
| 2010 | 166 |
| 2011 | 208 |
| 2012 | 241 |
| 2013 | 386 |
| 2014 | 380 |
| 2015 | 403 |
| 2016 | 456 |
| 2017 | 480 |
| 2018 | 513 |
| 2019 | 527 |
| 2020 | 546 |
| 2021 | 546 |
| 2022 | 568 |

## Kultur und Sehenswürdigkeiten

### Sehenswürdigkeiten

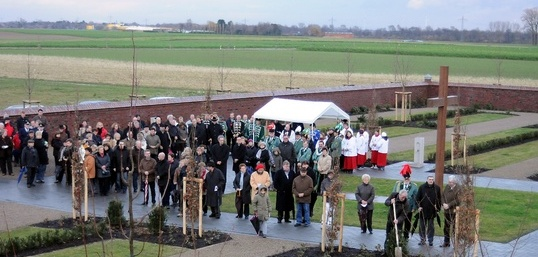
Einsegnung Friedhof Borschemich neu 5. Dezember 2009

Im Rahmen der Umsiedlung war geplant, einige der Kultur- und Bodendenkmäler des bisherigen Ortes zu erhalten und im neu entstehenden Ort wieder aufzubauen. Bei der Errichtung des neuen Friedhofes wurden bereits einige historische alte Grabplatten und Grabmäler mit in der neuen Friedhofsmauer eingelassen.
Weitere Maßnahmen sind zurzeit noch in der Planungsphase; z. B. die Errichtung der Lourdesgrotte, der Kreuzigungsgruppe, des Denkmals aus dem Jahr 1936 anlässlich des 300-jährigen Bestehens der Bruderschaft, des Ehrenmals und der Kriegergedächtnisgrotte oder der Wiederaufbau alter Wegekreuze, die bisher an den Ortsstraßen (Kreuze Heyers, Dappen und Beeck) lagen.
Als neues Wahrzeichen des Ortes wurde am 4. Mai 2011 an der Weggabelung St.-Martinus-Straße -neu- und Linde Borschemich -neu- wieder ein Lindenbaum gepflanzt. Als erstes der Wegekreuze wurde das Kreuz von der Dorflinde Borschemich nach Borschemich (neu) übertragen und am 2. Juni 2012 eingesegnet.

### Vereine
- Dorfgemeinschaft Borschemich e. V., gegründet 2012
- Karnevalsgesellschaft „Rasselbande Borschemich“, gegründet 1972
- Musikverein Borschemich e. V., gegründet 1926 (zzt. seit 30. März 2007 ruhend)
- St. Martinus Schützenbruderschaft Borschemich e. V., gegründet 1636
- Kirchenchor Cäcilia, gegründet 1848 (zzt. seit Ende 2010 ruhend)
- Freiwillige Feuerwehr Erkelenz, Löschgruppe Borschemich, gegründet 1904
- TUS 09, Turn- u. Spielverein 09 e. V., gegründet 1909 (zzt. ruhend)
- bis 31. Dezember 2008: kirchliche Gremien (Kirchenvorstand und Pfarrgemeinderat), seit 1. Januar 2009: Kapellenvorstand
- Bürgerbeirat (Umsiedlung des Ortes durch den Tagebau Garzweiler II)

Bis Anfang 2011 fand das Vereinsleben noch in der alten Ortlage statt. Während der Veranstaltungen setzte die Bergbautreibende (RWE Power AG) für Fahrten zwischen den Orten Busse ein.
Das erste große Schützenfest fand am Dreifaltigkeitssonntag, dem 1. Wochenende nach Pfingsten im Rahmen der jährlichen Frühkirmes erstmals 2011 in Borschemich (neu) statt, dem Jahr des 375-jährigen Bestehens der St. Martinus Schützenbruderschaft Borschemich von 1636 e. V. Gleichzeitig wurde das Fest als großes Bezirksschützenfest des Bezirksverbandes Erkelenz gefeiert.

## Bildung
Die Grundschüler Neu-Borschemichs werden voraussichtlich die Gemeinschaftsgrundschule Luise-Hensel-Schule im benachbarten Erkelenz besuchen.
Haupt- und Realschulen sowie Gymnasien befinden sich ebenfalls in Erkelenz.

## Infrastruktur und Verkehr

### Infrastruktur
- Freiwillige Feuerwehr Erkelenz, Löschgruppe Borschemich, gegründet 1904
- Mehrzweckhalle mit Bürgerräumen
- Bolzplatz
- Spielplatz
- Filiale der Raiffeisenbank Erkelenz e.G.

### Bahn
Die nächsten Stationen befinden sich in Erkelenz und Herrath.

### Bus
Die AVV-Buslinie 412 der WestVerkehr verbindet Borschemich (neu) wochentags mit Erkelenz und Wegberg.
Zudem verkehrt der Multi-Bus seit dem 9. Juni 2024 kreisweit erweitert und zu einheitlichen Bedienzeiten. Mehr Informationen gibt es bei WestVerkehr.
| Linie | Verlauf |
| ----- | --- |
| 412   | Erkelenz Bf – Erkelenz Gymnasium / Erkelenz Burg – Borschemich (neu) – Kuckum (neu) – Keyenberg (neu) – Rath-Anhoven – Mehlbusch – Kipshoven – Moorshoven – Beeck – Beeckerheide – Gerichhausen – Wegberg Bf – Wegberg Busbf |

### Auto
Westlich von Neu-Borschemich verläuft die Bundesstraße 57. Die nächstgelegene Autobahnanschlussstelle Erkelenz Ost an der A 46 befindet sich bei Mennekrath/Terheeg. Die Verkehrsanbindung des Ortes Neu-Borschemich erfolgt über Mennekrath sowie einen Kreisverkehr auf der Düsseldorfer Straße, der sogenannten Nordtangente von Erkelenz.